# Su-9攔截機
蘇霍伊Su-9 戰鬥機，北約代號「裝配匠-B」（Fitter-B）/「捕魚籠」（Fishpot），是蘇聯研發的單引擎全天候戰鬥機，曾配發於蘇聯國土防空軍。

## 開發

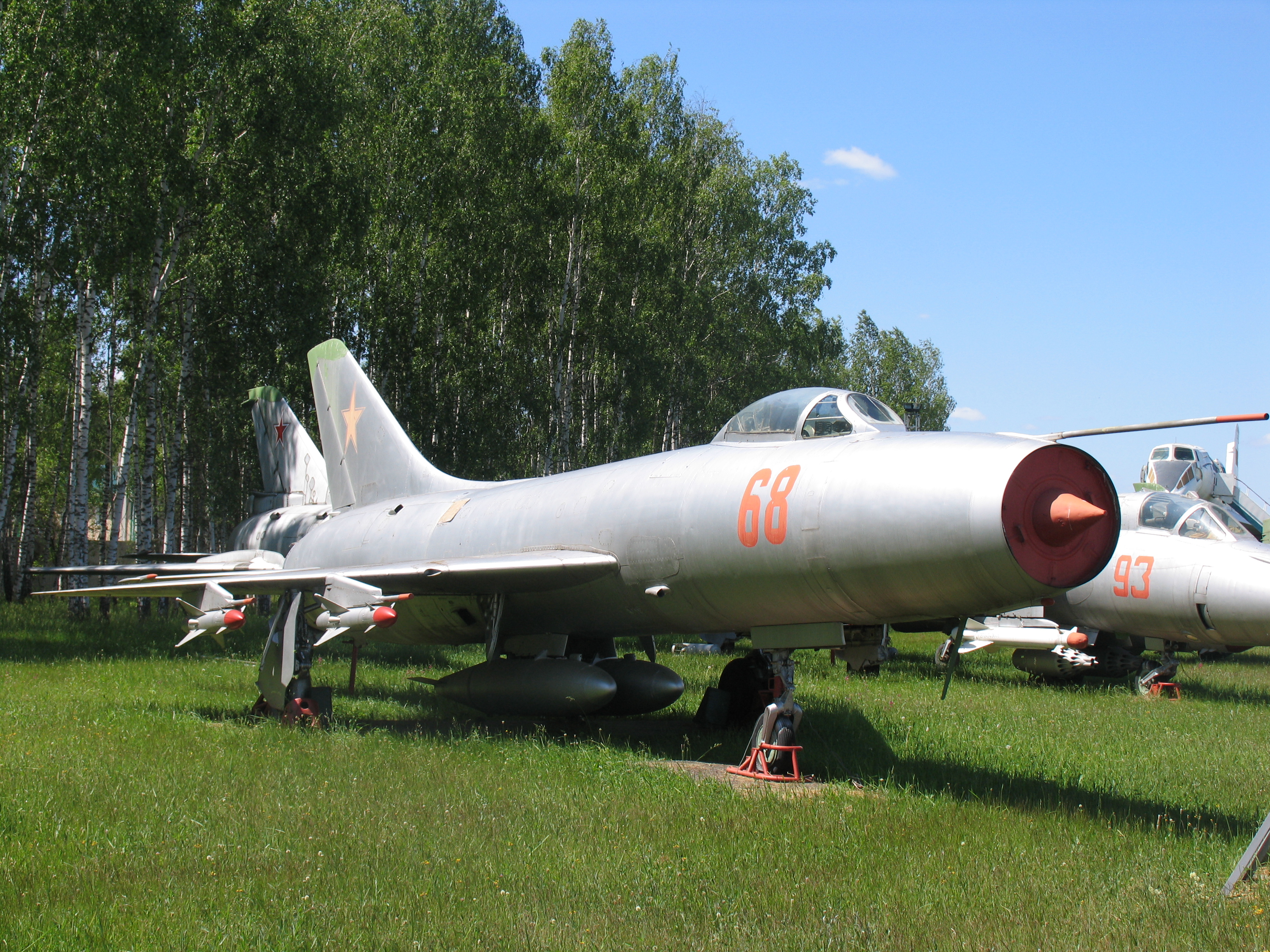
Su-9攔截機於俄羅斯中央空軍博物館。

Su-9由蘇聯中央空氣動力學研究於朝鮮戰爭時期開發設計，該機構為戰機進行精密的空氣動力學設計，T-405原型機在1956年首次試飛。
由於該機與Su-7同時進行開發，並同時在1956年6月24日的圖希諾航空日被西方知曉，因此Su-9亦被稱為Fitter-B。本機與姐妹作的Su-11攔截機或同國的鄰廠的米格-21外觀極為相似。
該機於1959年正式服役，並因為其設計上以機頭吸氣，難以改良安裝較大的雷達而產量本來較少，所以七十年代漸被MiG-25和Su-15所取代。

## 性能

### 基本規格
- 飛行員: 1名
- 長度: 17.37米
- 翼展: 8.43米
- 高度: 4.88米
- 翼面積: 34平方米
- 空重:  8,940公斤 (16,920 lb)
- 正常離陸重量: 13,570公斤 (29,915 lb)
- 最大起飞重量: 15,210公斤 (33,530 lb)
- 發動機: 1 × Lyulka AL-7F-1-100  噴射發動機, 乾推力(thrust; dry): 66.6千牛頓(kN), (14,980磅力 lbf) ，加後燃器推力:( with afterburner) 94.1 千牛頓（kΝ），(22,150 磅力 lbf)

### 性能
- 最高速度: 2.0马赫, 2,135公里每小時 (1,325英里每小時) 高空
- 航程: 1,125千米 (699英里)
- 實用升限: 16,760米 (55,000英尺)
- 爬升率: 136.7米每秒 (27,000英尺每分鐘)
- 翼負荷: 383千克每平方米 (74磅每平方英尺)
- 推重比: 0.73

### 武裝
- 4 × K-5 (AA-1 'Alkali') 空对空导弹

## 引用來源
1. ↑  （页面存档备份，存于） [1]
2. ↑  . www.airwar.ru.   [2017-04-15]. （原始内容存档于2017-04-26） （俄语）.

## 外部連結
- Su-9 from NAPO (Novosibirsk Aircraft Production Association)
- Su-9 from Global Aircraft（页面存档备份，存于）
- Su-9 from FAS（页面存档备份，存于）